# Cabanelas (Vila Verde)
Cabanelas is een plaats (freguesia) in de Portugese gemeente Vila Verde en telt 2 015 inwoners (2001).